# Josa (genre)
Pour les articles homonymes, voir Josa (homonymie).
Genre
Synonymes
- Tetromma Keyserling, 1878 nec Déjean, 1834
- Pelayo O. Pickard-Cambridge, 1896
- Haptisus Simon, 1897
- Olbophthalmus Simon, 1904
- Gayenella Berland, 1913

Josa est un genre d'araignées aranéomorphes de la famille des Anyphaenidae.

## Distribution
Les espèces de ce genre se rencontrent en Amérique du Sud et en Amérique centrale.

## Liste des espèces
Selon World Spider Catalog (version 26, 15/02/2025) :
- Josa analis (Simon, 1897)
- Josa andesiana (Berland, 1913)
- Josa berlandi Martínez, Kochalka, Cabra-García & Ramírez, 2025
- Josa bryantae (Caporiacco, 1955)
- Josa calilegua Ramírez, 2003
- Josa chazaliae (Simon, 1897)
- Josa gounellei (Simon, 1897)
- Josa keyserlingi (L. Koch, 1866)
- Josa laeta (O. Pickard-Cambridge, 1896)
- Josa lojensis (Berland, 1913)
- Josa lutea (Keyserling, 1878)
- Josa maura (Simon, 1897)
- Josa nadineae Martínez, Kochalka, Cabra-García & Ramírez, 2025
- Josa nigrifrons (Simon, 1897)
- Josa olimpica Martínez, Kochalka, Cabra-García & Ramírez, 2025
- Josa personata (Simon, 1897)
- Josa riveti (Berland, 1913)
- Josa samaria Martínez, Kochalka, Cabra-García & Ramírez, 2025
- Josa simoni (Berland, 1913)

## Systématique et taxinomie
Ce genre a été décrit par Keyserling en 1891 dans les Drassidae.
Pelayo a été placé en synonymie par Brescovit en 1993.
TetrommaKeyserling, 1878 préoccupé par Tetromma Déjean, 1834, Haptisus, Olbophthalmus et Gayenella ont été placés en synonymie par Ramírez en 2003.

## Publication originale
- Keyserling, 1891 : Die Spinnen Amerikas. Brasilianische Spinnen. Nürnberg, vol. 3, p. 1-278 (texte intégral).